# Star Wars Episode III: Sith-fyrsternes hævn
Star Wars Episode III: Sith-fyrsternes hævn (originaltitel: Star Wars Episode III: Revenge of the Sith) er en amerikansk film fra 2005, skrevet og instrueret af George Lucas. Det er den tredje episode i sagaen om Star Wars, om end det er den sjette film. Filmen havde verdensomspændende biografpremiere 19. maj 2005. I Danmark udkom filmen på DVD 9. november 2005. 
Filmen udspiller sig tre år efter klonkrigenes begyndelse i Klonernes angreb. Jedierne er spredt over hele galaksen i krig med separatisterne. 

## Handling
Oven over Coruscant, er Anakin Skywalker og Obi-Wan Kenobi på mission for at redde Overkansler Palpatine, som er blevet kidnappet af separatisternes cyborg militærleder General Grievous. Da de kommer ombord på Grievous kommandoskib, kæmper de mod Grev Dooku, som Anakin dræber på Palpatines opfordring. Grievous undslipper skibet som er blevet voldsomt beskadiget og ved at styrte ned på Coruscant, men Jedierne lander skibet sikkert. Anakin genforenes med sin kone Padmé Amidala, som fortæller ham at hun er gravid. Selvom Anakin først lykkelig over det, begynder han at få mareridt af Padmé som dør i barselsseng.
Palpatine udnævner Anakin som sin personlige repræsentant i Jedi-Rådet. Rådet, som mistænker Palpatine godtager udnævnelsen men giver ham ikke Jedi-Mester rangen, hvilket mindsker Anakins tillid til Jedierne. I mellemtiden på Utapau, flytter Grievous separatist-lederne til den vulkanske planet Mustafar. Obi-Wan  drager til Utapau og konfronterer og dræber Grievous, mens Yoda drager til wookiernes planet Kashyyyk for at forsvare dem mod et separatist-angreb. 
Palpatine frister Anakin med sin viden om Kraftens mørke side og tilbyder at lære ham magten til at forhindre Padmés død. Anakin konkluderer, at Palpatine er Sith-fyrsten og meddeler det til Mace Windu som konfronterer Palpatine og gør ham ukampdygtig. I desparation for at redde sin kone, hugger Anakin Windus hånd af før han kan dræbe Palpatine, som så dræber Windu. Anakin forpligter sig til Sitherne og Sidious døber ham som Darth Vader. Palpatine udsteder Ordre 66 som beordrer klonsoldaterne til at dræbe deres Jedi-ledere i hele galaksen, mens Vader og en bataljon angriber Jedi-Templet for at dræbe de resterende Jedier der. Vader rejser derefter til Mustafar og dræber alle separatist-lederne, mens Palpatine omorganiserer Republikken til det første Galaktiske Imperium og erklærer sig selv som Kejser og erklærer også at alle Jedier er forrædere.
Yoda og Obi-Wan, som har overlevet kaosset drager tilbage til Coruscant, og erfarer at Anakin har vendt sig til den mørke side. Yoda beordrer Obi-Wan til at konfronterer Vader, mens han konfronterer Kejseren. Obi-Wan får at vide fra Padmé hvor Vader er, og fortæller hende om Vaders forræderi. Padmé rejser til Mustafar med Obi-Wan – som har sneget sig ombord på hendes skib. Hun prøver at bede Vader om at forlade den mørke side og rejse væk med hende, men han nægter. Da Vader får øje på Obi-Wan, beskylder han Padmé for at have konspireret med Obi-Wan for at slå ham ihjel og i sit raseri kvæler hende til bevidstløshed med Kraften. Efter en lyssværdsduel mod Obi-Wan, hugger han Vaders ben og venstre arm af og bliver voldsomt brændt ved bredden af en lavaflod. Obi-Wan samler Vaders lyssværd op og overlader ham til at dø mens han drager væk fra Mustafar med den bevidstløse Padmé. 
På Coruscant kæmper Yoda mod Palpatine indtil deres kamp ender uden nogen sejrherre. Yoda indser at han ikke kan besejrer Sidious og flygter med Senator Bail Organa og de omgrupperer med Obi-Wan på planeten Polis Massa. Her føder Padmé to tvillinger som hun døber Luke og Leia. Hun dør bagefter fordi hun har mistet viljen til at leve, men hun tror stadig på at der er godhed i Vader. Palpatine redder Vader, som knap nok er i live, og giver ham en sort pansret dragt. Vader spørger om Padmé er i sikkerhed, men Palpatine svarer, at Vader i sin vrede dræbte hende, hvilket knuser Vader.
Obi-Wan og Yoda planlægger at skjule tvillingernes identiteter fra Sitherne og de går i eksil indtil tiden er inde til at gøre oprør mod Imperiet. Mens Padmé bliver begravet, superviserer Palpatine og Vader konstruktionen af Dødsstjernen. Leia bliver af adopteret af Bail Organa på Alderaan, mens Obi-Wan giver Luke til Lars-familien på Tatooine som adopterer ham, mens han går i eksil for at passe på drengen.

## Medvirkende
- Hayden Christensen som Anakin Skywalker / Darth Vader, en Jedi-ridder og krigshelt i klonkrigene.
- Ewan McGregor som Obi-Wan Kenobi, som er Jedi-mester, general i den Galaktiske Republiks Forsvar, rådsmedlem i Jedi-Rådet og Anakin Skywalkers mentor.
- Natalie Portman som Padmé Amidala, Naboos senator, som hemmeligt er Anakins kone og gravid med deres børn.
- Ian McDiarmid som Palpatine / Darth Sidious, som er Den Galaktiske Republiks Overkansler og hemmeligt en Sith-fyrste, og senere det Galaktiske Imperiums selvudnævnte Kejser Han udnytter Anakins mistro til Jedierne og hans frygt for at Padmé dør til at vende ham til den mørke side og gøre ham til hans lærling Vader.
- Christopher Lee som Grev Dooku / Darth Tyranus, en Sith-fyrste, Sidious’ lærling og separatisternes leder.
- Frank Oz som Yoda (Stemme)
- Samuel L. Jackson som Mace Windu, en Jedi-mester og et seniormedlem af Jedi-Rådet.

## Produktion

### Musik
| 1.  | "Star Wars and Revenge of the Sith"          | 7:31  |
| 2.  | "Anakin's Dream"                             | 4:46  |
| 3.  | "Battle of the Heroes"                       | 3:42  |
| 4.  | "Anakin's Betrayal"                          | 4:04  |
| 5.  | "General Grievous"                           | 4:07  |
| 6.  | "Palpatine's Teachings"                      | 5:25  |
| 7.  | "Grievous and the Droids"                    | 3:28  |
| 8.  | "Padmé's Ruminations"                        | 3:17  |
| 9.  | "Anakin vs. Obi-Wan"                         | 3:57  |
| 10. | "Anakin's Dark Deeds"                        | 4:05  |
| 11. | "Enter Lord Vader"                           | 4:14  |
| 12. | "The Immolation Scene"                       | 2:42  |
| 13. | "Grievous Speaks to Lord Sidious"            | 2:49  |
| 14. | "The Birth of the Twins and Padmé's Destiny" | 3:37  |
| 15. | "A New Hope and End Credit"                  | 13:06 |

Totel længde: 1:11:53

## Udgivelse
Sith-fyrsternes hævn havde verdenspremiere 19. maj 2005, udover ved filmfestivalen i Cannes i Frankrig, hvor den havde forpremiere 15. maj.
Modtagelsen af filmen var blandet, både af pressen og af fans. Pressen mente bl.a. at filmen ikke var en film i sig selv, men blot skabt som et led mellem episode to og fire. Desuden at den var langtrukken og fokuseret på digitale effekter, frem for dialog og magi. Andre blev meget positivt overrasket over den sidste store finale af Star Wars-film.
Verdenspremieren blev i Danmark fejret bl.a. ved at TV3 sendte alle de andre fem Star Wars-film i dagene op til premieren, og yderligere blev premieren også dækket i de danske tv-aviser.
Sith-fyrsternes hævn er den første Star Wars-film der har fået en officiel aldersgrænse, som i de fleste lande ligger mellem 11 og 13 år. Før i tiden har filmene være tilladt for alle aldersgrupper, men grundet den ondskab og det had, der kommer til udtryk i "Revenge of the Sith", mente mange lande at det var nødvendigt med en grænse. Dette illustreres i scener som:
- Anakin Skywalker træder ind i Jedirådets lokale, efter han er konverteret til den mørke side og har fået ordre til at slå alle Jedier ihjel. Efter han er trådt ind i lokalet kommer de børn der gemmer sig derinde frem fra deres skjul, fordi de tror unge Skywalker stadig er god. Men han sender dem et koldt blik og tænder sit lyssværd. Her slutter scenen, men hvad der senere sker er logisk, og Obi-Wan nævner også senere i filmen, at Anakin har slået børnene ihjel.
- Anakins overgang fra den gode til det onde side, og generelt hans vrede, had og aggressioner, kan virke enormt stærkt på et sart publikum. Det forræderi der finder sted kan også virke stærkt.